# Zamszany
Zamszany – wieś w Polsce położona w województwie lubelskim, w powiecie zamojskim, w gminie Nielisz.
Do 11 października 1973 w gminie Stary Zamość.
W latach 1975–1998 miejscowość administracyjnie należała do województwa zamojskiego.
Wieś jest sołectwem w gminie Nielisz. Według Narodowego Spisu Powszechnego z roku 2011 wieś liczyła 82 mieszkańców.